# ГЕС Göktaş 2
ГЕС Göktaş 2 — гідроелектростанція на півдні Туреччини. Знаходячись після ГЕС Göktaş 1, становить нижній ступінь каскаду на річці Заманли, правому витоку Сейхан, яка протікає через Адану та впадає до Середземного моря.
У межах проєкту річку перекрили бетонною водозабірною греблею висотою 27 метрів. Вона відводить ресурс у прокладений через правобережний гірський масив дериваційний тунель довжиною 13 км, котрий після верхнього балансувального резервуара відкритого типу переходить у короткий — трохи більше за 0,2 км — напірний водовід.
У наземному машинному залі встановили дві турбіни потужністю по 76 МВт, які повинні забезпечувати виробництво 623 млн кВт·год електроенергії на рік.